# Jordbävningen i Irak och Iran 2017
Jordbävningen i Irak och Iran 2017 var en kraftig jordbävning som inträffade söndagen den 12 november 2017 vid Sulaymaniyya i norra Irak (Irakiska Kurdistan), i Zagrosbegen nära gränsen till Iran. Skalvets epicentrum låg i den nordöstra delen av Irak, 32 kilometer utanför staden Halabja som ligger 210 km från Bagdad, alldeles intill gränsen till Iran. FN anslog att ca 1,8 miljoner människor bor inom en radie på 100 km från epicentrum. Byggnader rasade i bägge länderna och flera orter tappade all elektricitet och telekommunikation, minst 540 personer dog och skakningar kändes i hela Mellanöstern.
Jordbävningen var den största i regionen sedan en jordbävning på 6,1 Mw den 11 januari 1967, som var en i en serie av kraftiga jordbävningar längs den tektoniska plattgränsen mellan eurasiska kontinentalplattan och arabiska plattan på 1950- och 1960-talet. Den 13 december 1957 drabbades Kermanshahprovinsen i västra Iran av en jordbävning på 7,1 som kostade 1 130 människor livet.

## Förödelse
Hjälporganisationen Röda Halvmånen i Turkiet beräknar att mellan 20 000 och 30 000 personer drabbades av jordbävningen. Organisationen skickade 3 000 tält och 10 000 sängar till katastrofområdet. Röda Halvmånen i Iran skickade 5 000 tält.

### Iran
Minst 530 människor dog på den iranska sidan av gränsen och över 7 460 skadades. Över 316 av dödsfallen skedde i staden Sarpol-e Z̄ahābb 15 kilometer från gränsen. 
Stadens enda sjukhus blev förstört av jordbävningen, många begravdes under rasmassorna och minst 142 dog. Sjukhuset kan inte längre erbjuda någon vård.
Minst 28 personer omkom i Qaşr-e Shīrīn och många skadades i den övriga delen av Kermanshahprovinsen. Den iranska regeringen har meddelad att 70 000 har blivit hemlösa.

### Irak
I den irakiska delen av Kurdistan dog minst tio personer. Runt 535 skadades, varav 50 i Sulaymaniyya och 150 i Khanaqin.
De största skadorna förekom i staden Darbandikhan.

## Bilder från Sarpol-e Z̄ahāb

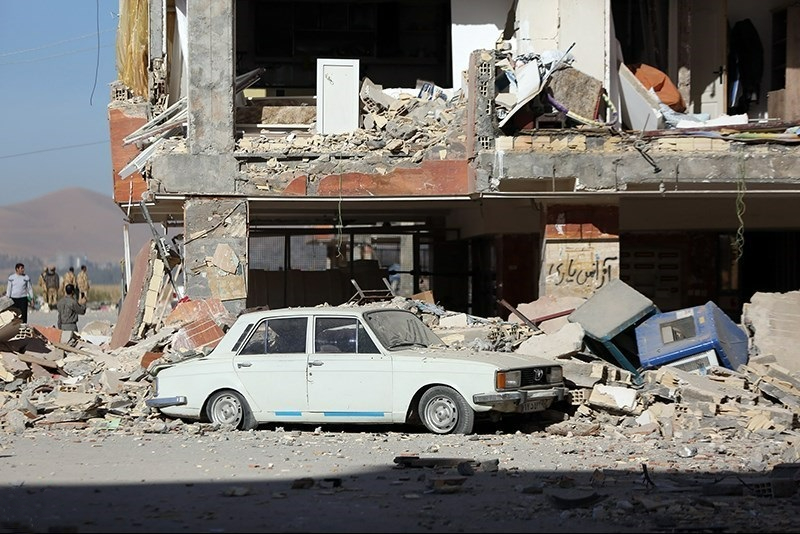
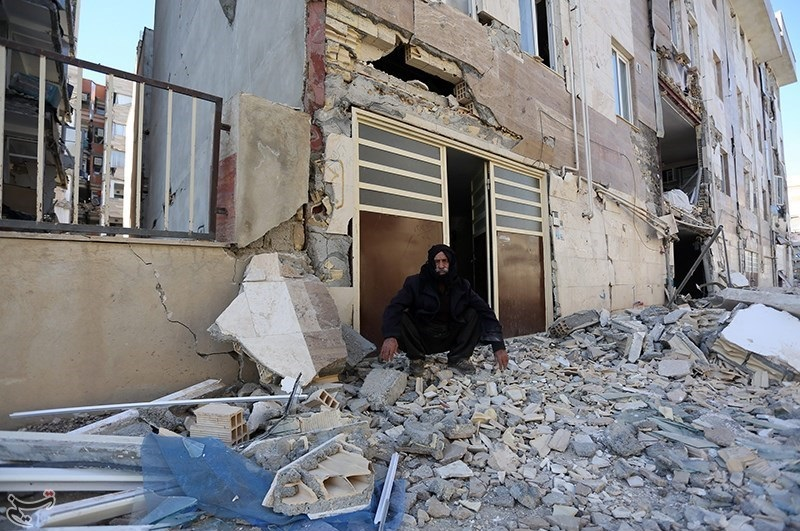
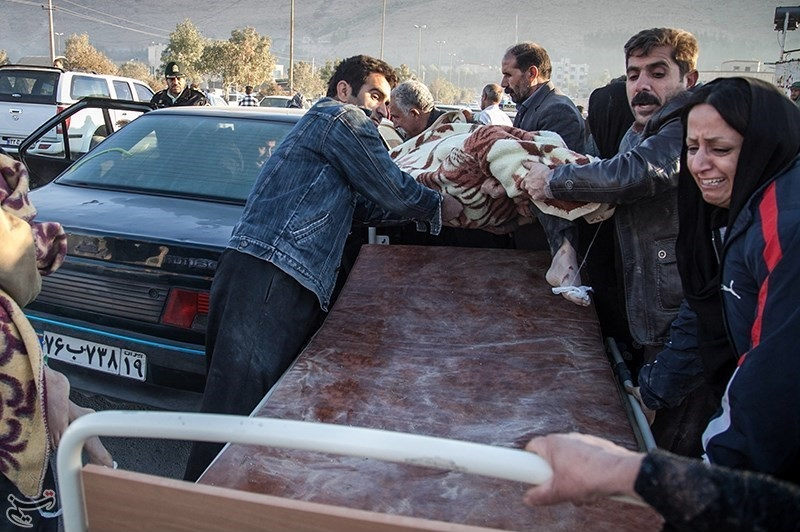
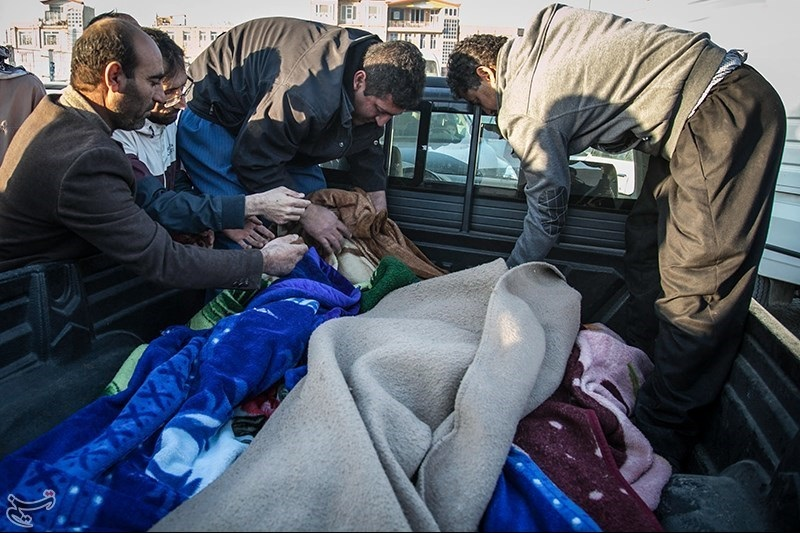
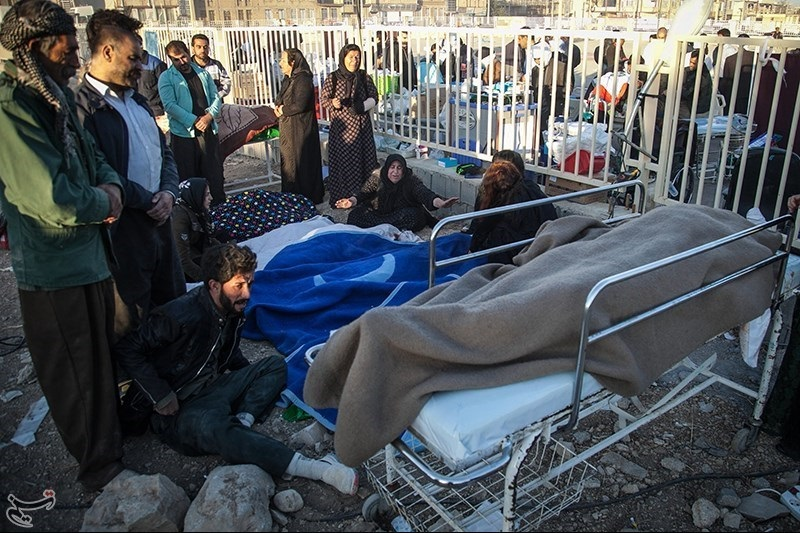
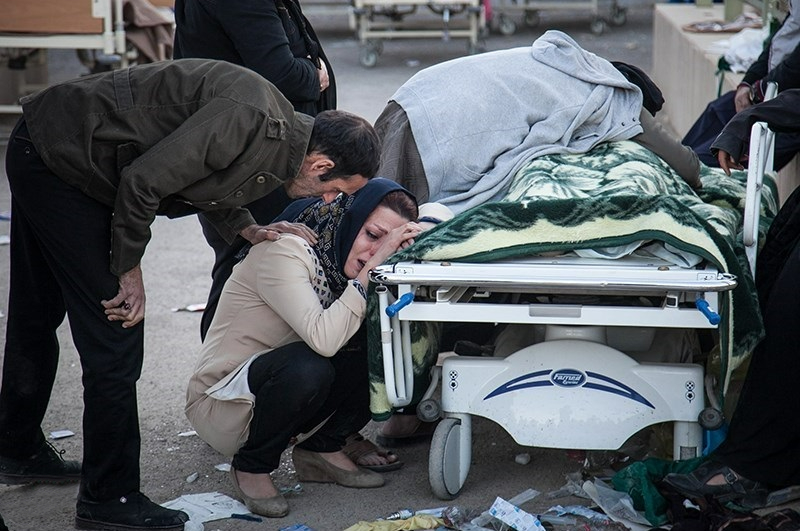

### Fotnoter
1. 1 2 3 4  CNN, Shirzad Bozorgmehr and James Masters,. ”Iran-Iraq earthquake is deadliest of 2017”. Iran-Iraq earthquake is deadliest of 2017. http://edition.cnn.com/2017/11/12/middleeast/iraq-earthquake/index.html.
2. 1 2 3 4  ”Powerful Iran-Iraq earthquake is deadliest of 2017”. Powerful Iran-Iraq earthquake is deadliest of 2017. 13 november 2017. http://kfor.com/2017/11/13/powerful-iran-iraq-earthquake-is-deadliest-of-2017/. Arkiverad 14 november 2017 hämtat från the Wayback Machine.
3. 1 2  ”Moment Iran-Iraq earthquake struck – CNN Video”. Moment Iran-Iraq earthquake struck – CNN Video. http://www.edition.cnn.com/videos/world/2017/11/13/iraq-iran-border-deadly-earthquake-sdg-lon-orig.cnn/video/playlists/mobile-digital-features/.
4. ↑  Jalabi, Raya; Hafezi, Parisa (12 november 2017). ”Strong earthquake hits Iraq and Iran, killing at least 210”. Reuters. http://www.reuters.com/article/us-iraq-quake/strong-earthquake-hits-iraq-and-iran-killing-at-least-210-idUSKBN1DC0VZ?il=0. Läst 12 november 2017.
5. 1 2  ”Iraqi Red Crescent: Increasing the number of the dead to 10 people because of the earthquake and set up camps to shelter the affected families in Darbandikhan and Halapcha.” (på engelska). ReliefWeb. 14 november 2017. https://reliefweb.int/report/iraq/iraqi-red-crescent-increasing-number-dead-10-people-because-earthquake-and-set-camps. Läst 14 november 2017.
6. 1 2  Karimi, Nasser; Nasiri, Mohammad. ”Iran to probe state-built homes destroyed by deadly quake” (på engelska). The Bulletin. http://www.norwichbulletin.com/news/20171114/iran-to-probe-state-built-homes-destroyed-by-deadly-quake. Läst 14 november 2017.
7. ↑  ”Quake death toll in western Iran over 370, some 7,200 injured”. Trend News Agency. https://en.trend.az/iran/society/2819875.html. Läst 13 november 2017.
8. 1 2 3  ”Iran-Iraq earthquake: Deadly tremor hits border region”. BBC News. 12 november 2017. http://www.bbc.com/news/world-middle-east-41963373. Läst 12 november 2017.
9. 1 2  ”A 7.3-magnitude earthquake on the Iran-Iraq border leaves hundreds dead”. The Economist. 13 november 2017. https://www.economist.com/blogs/graphicdetail/2017/11/daily-chart-8. Läst 14 november 2017.
10. ↑  ”The Iran-Iraq Earthquake May Soon Be the Deadliest of 2017”. The Iran-Iraq Earthquake May Soon Be the Deadliest of 2017. https://uk.news.yahoo.com/iran-iraq-earthquake-may-soon-131344784.html.
11. 1 2  ”Earthquake, Magnitude 7.3 – IRAN-IRAQ BORDER REGION – 2017 November 12, 18:18:17 UTC” (på engelska). EMSC-CSEM. https://www.emsc-csem.org/Earthquake/earthquake.php?id=629693#map. Läst 13 november 2017.
12. 1 2  ”Iran-Iraq border quake kills hundreds” (på brittisk engelska). BBC News. 13 november 2017. http://www.bbc.co.uk/news/world-middle-east-41963373. Läst 13 november 2017.
13. 1 2  ”More than 300 killed as strong quake rocks Iran-Iraq border” (på engelska). The National. https://www.thenational.ae/world/gcc/earthquake-of-7-2-magnitude-hits-iraq-1.675192. Läst 13 november 2017.
14. ↑  ”Earthquakes with 1,000 or More Deaths since 1900”. Earthquakes with 1,000 or More Deaths since 1900. United States Geological Survey. January 29, 2009. Arkiverad från originalet den October 11, 2008. https://web.archive.org/web/20081011012207/http://www.earthquake.usgs.gov/regional/world/world_deaths.php. Läst 18 mars 2009.
15. ↑  Saeed Kamali Dehghan (14 november 2017). ”Officials raise Iran-Iraq earthquake death toll to at least 530” (på engelska). The Guardian. https://www.theguardian.com/world/2017/nov/14/officials-raise-iran-iraq-earthquake-death-toll-to-at-least-530. Läst 14 november 2017.
16. ↑  ”Erdbeben an irakisch-iranischer Grenze: Suche nach Überlebenden”. Der Standard. 13 november 2017. http://derstandard.at/2000067675033/Mehr-als-170-Tote-bei-Erdbeben-an-der-irakisch-iranischen.
17. ↑  Saeed Kamali Dehghan, Martin Farrer (13 november 2017). ”Iran-Iraq earthquake: death toll climbs to more than 400” (på engelska). The Guardian. https://www.theguardian.com/world/2017/nov/12/dozens-killed-by-earthquake-in-iraniraq-border-region. Läst 13 november 2017.
18. ↑  ”Iran earthquake survivors plead for help as death toll rises” (på engelska). BBC. 14 november 2017. http://www.bbc.com/news/world-middle-east-41977714. Läst 14 november 2017.